# Mondo Bizzarro Gallery
Mondo Bizzarro Gallery fu una galleria d'arte contemporanea nata a Bologna nel 1995 ed indirizzata su arte Lowbrow, Pop-surrealism, post-pop, fotografia erotica e illustrazione e fumetto underground. La galleria si caratterizzò per essere tra le prime portare in Italia artisti californiani della Lobrow art e del pop-surrealism, spesso presentati proprio alla Mondo Bizzarro Gallery in anteprima per l'Italia. Ha inoltre collaborato con importanti gallerie internazionali come La Luz de Jesus e Merry Karnowsky Gallery di Los Angeles, Jungle Art di Parigi, Torch Gallery"ì di Amsterdam e con la GAM di Bologna

## Storia

### 1995-1999: Mondo Bizzarro, pubblicazioni underground
Mondo Bizzarro nacque nel 1995 da un'idea di Alessandro Papa, che progettò una libreria che si occupasse di rarità editoriali orientate verso la cool-art, la fotografia erotica, i fumetti underground e fanzine autoprodotte, senza trascurare l'home video dedicato soprattutto al cinema di genere ed al B-movies. Fu in questo contesto che nel 1998 Alessandro Papa fondò anche la Mondo Bizzarro Press come organo di produzione della libreria divenendo in seguito il marchio su cui venivano stampati i cataloghi della galleria.

### 2000-2004: Mondo Bizzarro Gallery a Bologna
Fu del 1999 l'incontro con Gloria Bazzocchi che fece nascere il nuovo progetto di Galleria d'arte contemporanea, per trattare ed esporre gli artisti underground spesso presenti nelle pubblicazioni della libreria. Nacque così la Mondo Bizzarro Gallery che inaugurò nel dicembre del 2000 con una mostra intitolata Le Fate di Baldazzini, che presentava illustrazioni ispirate alla pop art ed alle pin-up degli anni '50 del fumettista Roberto Baldazzini. Ma fu con la mostra del gennaio 2001 intitolata Art Parts Show che la galleria inaugurò una lunga relazione con gli artisti californiani del neo-pop e della Lowbrow art, in una collettiva curata dal gallerista svedese Thomas Borg, che presentava opere di Mark Ryden, Joe Coleman, Shag, R.K. Sloane, Michael Manning, Daniel Clowes, Anthony Ausgang ed altri. La mostra di marzo intitolata Rope, Rapture and Bloodshed, apriva invece a tematiche erotiche di ispirazione nipponica con gli artisti Trevor Brown ed Antoine Bernhart.
Tra gli artisti presentati nei primi anni di attività dalla Mondo Bizzarro Gallery vi furono poi Romain Slocombe con la mostra Les Japonaises blessees, Giuseppe Palumbo con la mostra Le Tarantolate, Erich von Gotha con un'omonima personale, Filippo Scozzari con la mostra Suor Dentona e altri pezzi, Gilles Berquet con la mostra Il banchetto, Anya Janssen con High Responder, Professor Bad Trip con Psychedelic solution, la scultrice NIba con la mostra Following the White Rabbit ed ancora Massimo Giacon, Francois Escalmel, Rinat Baibekov, Walter Bortolossi e molti altri.
Furono poi di questi anni alcune mostre dal sapore wunderkammer come la mostra Killer Art che presentava disegni dal carcere di noti serial killer tra cui anche Charles Manson o Italian Pulp Art che presentava illustratori delle copertine del fumetto porno/erotico degli anni '70, e ancora i seminari organizzati dalla galleria con artisti come Alejandro Jodorowsky e poi il collettivo di artisti sloveni IRWIN.

### 2004-2009: Mondo Bizzarro e la nuova sede di Roma
Nel 2004 la Mondo Bizzarro Gallery si trasferì a Roma in via Reggio Emilia 32, vicino a Porta Pia ed al Museo d'arte contemporanea MACRO, via di altre importanti gallerie d'arte romane. La nuova galleria aprì il 4 settembre 2004 con una mostra tutta al femminile intitolata Pin Ups and Down, che vedeva esposte opere di Vera Müller, Karin Andersen ed Anya Janssen. Se anche la seconda mostra, con una personale di Filippo Scozzari, confermava un rapporto ormai stabile con gli artisti presentati negli anni bolognesi della galleria, molti furono i nuovi artisti che esposero nella sede romanaː Tra le altre, la prima personale italiana dell'artista californiana della seconda ondata di Lobrow art Camille Rose Garcia fu del maggio 2005 e presentava disegni ed opere di grande formato, il fotografo Terry Richardson con una mostra incentrata su erotismo e trasgressione nel febbraio 2006, la personale di Marion Peck altra statunitense del pop-surrealism nel marzo 2006 ed ancora Miguel Ángel Martín nella mostra di aprile 2007.
Fu poi nel dicembre 2009, dopo la seconda mostra alla Mondo Bizzarro Gallery di Ray Caesar, che Papa e Bazocchi cedettero la galleria a nuovi proprietari che, pur mantenendo la linea del pop surrealism e del neo-figurativismo, impressero gradualmente un nuovo stile ampliando la scuderia con nuovi artisti di impronta street art.

### 2010-2012: Mondo Bizzarro e la nuova gestione
La nuova gestione della Mondo Bizzarro Gallery iniziò le attività espositive nel marzo 2010 con la terza mostra personale alla Mondo Bizzarro della scultrice Niba intitolata The Beauty and the Beast. Per l'occasione venne anche presentato il libro di Niba dal titolo omonimo e pubblicato dalla stessa Mondo Bizzarro.